# Rhynchostegium plagiotheciella
Rhynchostegium plagiotheciella är en bladmossart som beskrevs av C. Müller 1897. Rhynchostegium plagiotheciella ingår i släktet näbbmossor, och familjen Brachytheciaceae. Inga underarter finns listade i Catalogue of Life.